# Принцип верифікації
При́нцип верифіка́ції або верифікаціонізм (від лат. verus — істинний і facio — роблю) — це філософська доктрина, за якою когнітивне значення мають лише ті твердження, які можна перевірити емпірично (тобто через відчуття), в іншому випадку вони є логічними тавтологіями.
Відповідно верифікаціонізм відкидає твердження, пов'язані з метафізикою, теологією, етикою та естетикою як такі, що є "когнітивно позбавленими сенсу". Такі твердження можуть мати сенс у впливі на емоції чи поведінку, але не з точки зору передачі логічного значення. Верифікаціонізм був центральною тезою логічного позитивізму, руху в аналітичній філософії, що виник у 1920-их серед філософів, які намагалися уніфікувати філософію та науку під загальною натуралістичною теорією знання.
Висунутий логічним позитивізмом (див. Неопозитивізм). Сформульований Морітцом Шліком та Людвігом Вітґенштайном і розвинутий у працях Віденського гуртка. За принципом верифікації, висловлювання вважається осмисленим, якщо можна встановити його істинність або хибність.

## Критерії
Істинність або хибність висловлювань встановлюється лише тоді, коли дані відчуттів підтверджують або заперечують їхній зміст, причому, якщо не можна встановити відповідність чи невідповідність змісту висловлювань і даних чуттєвих спостережень, принцип верифікації припускає можливість гіпотетико-логічної перевірки (див. Гіпотетично-дедуктивний метод).

## Обмеження
Принцип верифікації, через його суб'єктивно-ідеалістичну сутність, неприйнятний для науки. Визнанням наукової неспроможності принципу верифікації є й той факт, що його не раз модифікували навіть представники логічного позитивізму, зокрема, принцип верифікації вони модифікували у принцип фальсифікації.